# هوبير د. ستيفنز
هوبير د. ستيفنز (بالإنجليزية: Hubert D. Stephens)‏ هو محامي وسياسي أمريكي، ولد في 2 يوليو 1875 في نيو ألباني في الولايات المتحدة، وتوفي في 14 مارس 1946 في مقاطعة يونيون في الولايات المتحدة. حزبياً، نشط في الحزب الديمقراطي. وقد انتخب عضو مجلس النواب الأمريكي وانتخب عضو مجلس الشيوخ الأمريكي عن دائرة مسيسيبي.